# 고슴도치 소닉
《고슴도치 소닉》은 세가의 게임 시리즈 《소닉 더 헤지호그》에 기반한 1993년 미국의 애니메이션 시리즈이다. 원제는 《소닉 더 헤지호그》(Sonic the Hedgehog)이나, 게임 시리즈와 구분짓기 위해 별칭으로 《토요일 아침 소닉》(Sonic SatAM)라고 부르기도 한다. 소닉 더 헤지호그 비디오 게임 시리즈를 배경으로 한다. 총 26편의 에피소드가 제작되었다.
그리고 대한민국에서는 1995년에 SBS에서 방영되었다.

## 등장 인물
- 소닉 더 헤지혹

성우: 잘릴 화이트 / 손정아
시리즈의 주인공으로, 초인적인 속도로 달릴 수 있으며 파워 링이라는 마법의 반지를 사용할 수 있는 유일한 인물이다.
- 이런 소닉

성우: 타지 모리 / 손정아
- 샐리 에이콘

성우: 캐스 수시 / 김수경
모보트로포리스의 공주이다.
- 이런 샐리

성우: 故 다나 힐 / 김수경
- 테일즈

성우: 브래들리 피어스 / 한수경
어린 여우이며 소닉을 우상화한다.
- 바니 래봇

성우: 故 크리스틴 캐버노 / 황미영
토끼이다. 몸의 절반은 로봇화되어 왼팔과 두 다리는 기계적으로 남겨졌다. 무술에 능숙하며 정상으로 돌아가기를 원한다.
- 로터 월러스

성우: 마크 벌루 → 캠 브레이너드 / 장승길
바다 코끼리이자 노홀 마을의 기계공이다. 프리덤 파이터즈에게 발명품을 제공하고 침투에 동행한다.
- 앙투안 드빠르듀

성우: 롭 폴슨 / 서광재
어색함으로 인해 종종 다른 사람들을 위험에 빠뜨리고 프랑스 억양이 있는 코요테이다. 영어를 말하는 데 약간의 어려움이 있다.
- 로보트닉

성우: 짐 커밍스 / 한상혁
메인 악당이며 소닉의 적이다. 기계에서 모비우스를 다루고 로봇화를 통해 인구를 로봇 노예로 바꾸려고한다.
- 스니블리

성우: 찰리 애들러 / 박영화
로보트닉의 비서이자 조카이다. 삼촌에게 끊임없이 학대를 당해 로보트닉을 싫어하고 등 뒤에서 플롯한다.
- 니콜

성우: 캐스 수시 / 故 김정주
샐리가 로보트닉의 기술을 해킹하는 데 사용하는 휴대용 컴퓨터이다. 여성 모노톤으로 말한다.
- 찰스 헤지혹

성우: 故 윌리엄 윌덤
소닉의 삼촌이자 로보트닉이 훔치기 전 로봇사이서의 발명가이다. 소닉이 기억을 되찾을 때까지 로봇화되어 로보트닉의 노예가 되었다.